# Záhořice
Záhořice (německy Sahorz) jsou malá vesnice, část města Žlutice v okrese Karlovy Vary v Karlovarském kraji. Leží na úpatí vrchu Vladař v nadmořské výšce 580 metrů. Nachází se asi tři kilometry východně od Žlutic a její součástí je také osada Mlýnce s pěti domy a osada Strabovský Mlýn – objekt mlýna západně od vsi mezi řekou Střelou a železniční tratí Rakovník – Bečov nad Teplou, která okolo vsi prochází. Záhořice jsou také název katastrálního území o rozloze 5,46 km².

## Název
Původní název vesnice byl Záhoří, ale v devatenáctém století byla kvůli rozlišení přejmenována na Záhořice. V historických pramenech se jméno objevuje ve tvarech: Zahorze (1393), ve vsi Zahorzij (1548), Zahorzy (1578), Sahorži (1654), Zahoržj (1665), Zahorž a Zahoržy (1785), Sahorsch a Zahoř (1847), Záhořice a Sahoř (1854) a Záhořice nebo Sahorz (1916).

## Historie
První písemná zmínka o vesnici pochází z roku 1393, kdy zde držel majetek Jindřich z Kolešova. Příslušnost k panstvím a později obcím se mnohokrát změnila a částí města Žlutice jsou Záhořice až od roku 1979. Po odchodu německého obyvatelstva po druhé světové válce ves nebyla nikdy zcela obnovena, zejména pro svou odlehlost.
Ves má výrazně rekreační charakter, mnoho domů je obydlených jen sezónně. Přístup do vsi je poměrně špatný, jediná přístupová cesta pro motorová vozidla (od Vladořic) je jen částečně zpevněná. Dopravní spojení má ves díky železniční zastávce asi 900 m jihozápadně od vsi, na přilehlé autobusové zastávce zastavují v pracovní dny místní autobusové linky a linka z Plzně a Manětína do Žlutic. Jižně od vsi na západním úpatí Vladaře je základna stálého dětského tábora, provozovaného DDM v Karlových Varech. U Záhořic se stýká několik turistických značených tras a cyklotras, přímo přes ves prochází červená značka od Žlutic přes Vladař do Rabštejna nad Střelou.

## Obyvatelstvo
Při sčítání lidu v roce 1921 zde žilo 76 obyvatel (z toho 35 mužů) německé národnosti a římskokatolického vyznání. Podle sčítání lidu z roku 1930 měla vesnice 75 obyvatel: pět Čechoslováků a sedmdesát Němců. I tentokrát všichni byli římskými katolíky. V roce 2011 zde trvale žilo třináct obyvatel, z nichž většina připadá na osadu Mlýnce.
| Rok            | 1869 | 1880 | 1890 | 1900 | 1910 | 1921 | 1930 | 1950 | 1961 | 1970 | 1980 | 1991 | 2001 | 2011 | 2021 |
| -------------- | ---- | ---- | ---- | ---- | ---- | ---- | ---- | ---- | ---- | ---- | ---- | ---- | ---- | ---- | ---- |
| Počet obyvatel | 156  | 139  | 117  | 104  | 125  | 133  | 117  | 44   | 38   | 32   | 13   | 10   | 3    | 13   | 2    |
| Počet domů     | 26   | 24   | 22   | 23   | 21   | 21   | 21   | 13   | 11   | 8    | 6    | 5    | 6    | 7    | 7    |

## Obecní správa
Při sčítání lidu v letech 1869–1930 Záhořice byly samostatnou obcí v okrese Žlutice. V roce 1950 byly osadou obce Protivec v okrese Toužim. V letech 1961–1979 byly částí obce Novosedly v okrese Karlovy Vary. Od 1. července 1979 jsou částí města Žlutice v okrese Karlovy Vary.

## Pamětihodnosti
- Hradiště Vladař[12]
- Pomník Jana Žižky z Trocnova
- Strabovský mlýn u železniční zastávky[13]
- Zaniklá kaple Povýšení sv. Kříže na bývalé návsi[14]
- Při křižovatce silnic u železniční zastávky stojí Záhořický kříž – pseudogotický železný kříž z roku 1861. Do jeho blízkosti byl v roce 2014 nově přeložen pseudorománský pamětní kámen ze druhé poloviny 19. století.
- Asi 2,5 kilometru severovýchodně od vesnice se na hranici katastrálního území nachází hradiště Chyše osídlené v době halštatské a hradištní.[15]